# Dredd
Pour les articles homonymes, voir Judge Dredd.
Pour plus de détails, voir Fiche technique et Distribution.
Dredd est un film de science-fiction en relief réalisé par Pete Travis, sorti en 2012.
Il s'agit d'une nouvelle adaptation basée sur les personnages du comics Judge Dredd créés par John Wagner et Carlos Ezquerra en 1977, déjà portés à l'écran dans Judge Dredd de Danny Cannon en 1995.

## Synopsis
Dans le futur, ce qui fut les États-Unis d’Amérique sont devenus majoritairement un désert irradié connu sous le nom de terre de désolation /  Cursed Earth (en). Sur la côte Est se dresse Mega-City One, une immense métropole couvrant une grande partie de la côte, conçue pour 200 millions d'habitants, avec une population de 800 millions d'habitants (soit quatre fois la population maximale prévue), sa violence et 17 000 crimes signalés par jour dont moins de 4 % sont traités par les autorités, font de ce lieu l'endroit idéal pour des représentants de la loi très sévères, les Juges de rue. Une nouvelle drogue nommée « slo-mo » (pour slow motion, ralenti), qui ralentit la perception du temps, fait des ravages. Les seules forces aptes à maintenir l'ordre sont les Juges de rue / judge (en).
Le juge Dredd, une célébrité dans la profession, est chargé par le juge chef d'évaluer une nouvelle recrue, Cassandra Anderson (en), une orpheline de 21 ans, ayant échoué de peu aux tests d'aptitude pour être juge, une mutante prometteuse dotée de puissantes capacités télépathiques.
Peu enthousiaste au début, le juge Dredd accepte de prendre en charge et d'évaluer Anderson et lui laisse le choix de leur première intervention. Parmi les demandes d'interventions fournies par le contrôle (équivalent d'un centre d'appel policier pour les juges), elle opte pour un triple homicide dans l'immeuble nommé "Peachtrees". Ils partent donc ainsi tous deux enquêter sur ces meurtres.
Peachtrees, un immeuble-bunker semi-autonome post-guerre nucléaire de deux cents étages prévu pour 75 000 âmes, est devenu un bidonville vertical qui n'a pas vu de juge depuis des années et où habitent au moins 76 000 personnes vivant sous la coupe d'une ex-prostituée ultra-violente devenue baronne de la drogue, Madeline Madrigal, alias Ma-Ma. Celle-ci fait dépecer vifs, droguer au slo-mo et jeter dans le puits central de l'immeuble depuis l'un de ses derniers étages trois trafiquants de drogue n'ayant pas respecté ses règles. Après une chute d'une durée subjective interminable causée par le slo-mo, ceux-ci viennent s'écraser sur la place centrale du rez-de-chaussée de Peachtrees.
Une fois sur place, ils entreprennent ce pour quoi ils sont venus: ils enquêtent et découvrent ce qui semble être un banal réseau de drogue. Ils assaillent un lieu de consommation avec succès. Ils arrêtent entre autres un trafiquant de drogue dénommé Kay, et la capacité télépathique d'exploration de l'esprit humain que maîtrise Anderson révèle à celle-ci que c'est Kay qui a accompli l'exécution des trois trafiquants. Dredd décide de l’emmener pour l'interroger dans les locaux du ministère de la justice. Pour empêcher cela, Ma-Ma, qui a su se tenir informée, décide que ces juges sont des indésirables ne devant pas lui échapper. Elle entreprend avec ses sbires de déclencher le système de sécurité de la tour pour le passer en mode "guerre", exploitant contre les juges l'aspect "bunker " du bâtiment.
Ce mode, une fois activé avec succès, verrouille tout le bâtiment avec l'abaissement de cloisons externes recouvrant les parties non protégées de boucliers imperméables aux ondes radios, empêchant quiconque de communiquer, d'entrer ou de sortir grâce à des parois externes conçues pour résister à bien des choses en cas de guerre.
Pris au piège, les juges ne peuvent plus s'échapper ou appeler des renforts, les ondes de leurs radios ne parvenant plus à franchir les parois externes du bâtiment.
Ma-Ma fait passer un message dans tous les étages par le système de sonorisation interne de la tour, elle ordonne à toute la population de la tour de tuer les juges. Dredd et Anderson doivent affronter plus de 400 individus armés du plus inoffensif au plus entraîné et dangereux, tous armés et motivés. Parvenus au 76e étage après quelques péripéties, les grilles internes à l'étage prévues pour l'isoler face à des envahisseurs l'ayant abordé sont abaissées puis, étant bloqués, les juges sont assaillis par Ma-Ma et ses sbires avec l'armement de défense de la tour détourné par ses soins, de puissants miniguns dont les tirs traversent les murs intérieurs les plus robustes comme du carton, tuant de nombreux habitants dans tout un quadrant de cet étage de la tour. En franchissant un mur extérieur endommagé qu'ils finissent par percer à la munition explosive pour pouvoir passer, les juges parviennent à rejoindre une plateforme extérieure et à demander des renforts.
Pour faire face à la situation, bénéficiant de quelques minutes de répit, ils parviennent à convenir d'un comportement à adopter. Pendant ce temps, Ma-Ma envoie son homme de main Caleb pour vérifier si les juges sont bien morts, mais lorsqu'ils se rencontrent, Dredd capture puis jette Caleb dans le vide au-dessus de la place centrale de la tour sous les yeux de Ma-Ma puis repart sans se presser, l'air décidé.
Dredd soupçonne Ma-Ma de chercher désespérément à faire taire Kay et le questionne plus fermement pour obtenir des informations. Anderson intervient et utilise ses capacités psychiques pour lire l'esprit de Kay. Après quelques échanges avec Kay pour dominer la situation, elle apprend alors que Peach Trees est le centre de la production et distribution le plus important de slo-mo. Anderson suggère de se cacher en attendant les renforts, mais Dredd demande à continuer de monter la tour et de poursuivre Ma-Ma. Les juges Volt et Guthrie (en) répondent à l'appel de Dredd, mais l'expert informatique de Ma-Ma, un jeune homme terrorisé par elle, leur bloque l'entrée et en évoquant le mode guerre actif ainsi que des problèmes, il les fait patienter, car ils se montrent insistants. Deux adolescents armés font face à Dredd et Anderson. Pendant que Dredd résout leur cas, Kay profite de la situation pour désarmer Anderson qui n'était pas assez attentive à lui et s'échappe en la prenant en otage. Kay amène Anderson au quartier général de Ma-Ma au dernier étage.
Alors que Dredd poursuit son chemin vers Ma-Ma, celle-ci fait appel aux juges corrompus Lex, Kaplan, Chan et Alvarez pour tuer Dredd moyennant une récompense très importante en crédits. Dredd rencontre Chan et s'étonne que celui-ci ne fasse pas mention d'Anderson. Voyant sa couverture tomber, Chan attaque Dredd mais grâce à son absence d'hésitation ce dernier tue son confrère ripoux, tel un vulgaire criminel. Pendant ce temps, Kay s'apprête à tuer Anderson avec sa propre arme, mais le système d'identification du pistolet ne le reconnaît pas et fait exploser la charge intégrée à l'arme car l'utilisateur n'est pas habilité à utiliser cette arme, ce qui lui coûte son bras, puis Anderson l'achève. Anderson s'échappe et rencontre la juge Kaplan, qui se présente comme une alliée mais qu'elle tue rapidement après avoir lu dans ses pensées la réalité de ses intentions si différentes de ses propos. Lors d'une fusillade dans un laboratoire de slo-mo, Dredd tue Alvarez mais se retrouve à court de munitions, et Lex le touche d'un tir à travers un mur dans l'abdomen. Lex s'apprête à tuer Dredd, il profite de l'occasion pour en profiter, mais Dredd serrant les dents lui demande d'attendre. Lex étant trop bavard, il parvient à le faire attendre suffisamment longtemps pour qu'Anderson arrive et le tue avant que ce dernier ne se soit décidé à tirer plutôt que de questionner Dredd, payant ainsi très cher son choix de railler Dredd au lieu de tirer.
Anderson et Dredd obtiennent du hacker de Ma-Ma le code d'accès à ses appartements et partent pour l'affronter. Ma-Ma signale à Dredd que si elle meurt, un boîtier fixé à son poignet qui surveille son rythme cardiaque déclenchera des explosifs situés aux derniers étages, détruisant ainsi le bâtiment. Dredd estime que le signal du détonateur ne pourra pas atteindre les explosifs depuis le sol de la tour. Alors il juge Ma-Ma et la force à inhaler du slo-mo puis la jette dans le vide au-dessus de la place centrale de la tour depuis le dernier étage. Une fois arrivée au contact du sol de la place centrale où elle trouve la mort, l'intuition de Dredd s’avère justifiée: le signal ne passe pas du dispositif depuis 200 étages plus bas jusqu'au récepteur au dernier étage.
À la suite de ces événements, la tour n'est plus en mode guerre, les renforts arrivent. Anderson croit avoir échoué et déclare admettre avoir échoué à son évaluation car s'étant fait prendre son arme, et s'en va après avoir remis sa plaque de juge à Dredd. La juge chef demande à Dredd quelles sont ses conclusions quant à l'évaluation d'Anderson. Il répond qu'elle a réussi l'évaluation.

## Fiche technique
Sauf indication contraire, les informations mentionnées dans cette section peuvent être confirmées par les bases de données cinématographiques IMDb et Allociné,  présentes dans la section « Liens externes ».
- Titre original et français : Dredd
- Réalisation : Pete Travis
- Scénario : Alex Garland, d'après le personnage de fiction Judge Dredd créé par John Wagner et Carlos Ezquerra (1977)
- Musique : Paul Leonard-Morgan
- Direction artistique : Paul Cripps, Christophe Dalberg, Katrina Mackay, Catherine Palmer, Patrick Rolfe et Emilia Roux
- Décors : Mark Digby
- Costumes : Michael O'Connor et Diana Cilliers
- Photographie : Anthony Dod Mantle
- Son : Ian Tapp, Niv Adiri, Glenn Freemantle, Nick Freemantle, Danny Freemantle
- Montage : Mark Eckersley
- Production : Alex Garland, Andrew Macdonald, Allon Reich, Chris Kingsley et Jason Kingsley
  - Production déléguée : Stuart Ford, Deepak Nayar et Adi Shankar
  - Production associée : Joanne Smith
  - Coproduction : Michael S. Murphey
  - Coproduction déléguée : Michael Elson
- Sociétés de production[1] :
  - Royaume-Uni : DNA Films
  - Afrique du Sud : Peach Trees
  - Inde : Rena Films, avec la participation de Reliance Big Entertainment, en association avec Reliance Big Pictures
  - États-Unis : en association avec IM Global
- Sociétés de distribution : Entertainment Film Distributors (Royaume-Uni) ; Lionsgate (États-Unis) ; Impuls Pictures (Suisse romande) ; Motion Picture Distribution (Québec)
- Budget : 45 millions de $[2] ; 50 millions de $[3]
- Pays de production :  Royaume-Uni,  Afrique du Sud,  Inde,  États-Unis
- Langue originale : anglais
- Format[4] : couleur (3D Stereoscopic) - 35 mm (anamorphic) / D-Cinema - 2,35:1 (CinemaScope) - son Datasat | Dolby Digital | Dolby Atmos | DTS-HD Master Audio 7.1 | DTS 11.1 Neo: X
- Genre : science-fiction, action, thriller
- Durée : 95 minutes
- Dates de sortie[5] :
  - États-Unis : 11 juillet 2012 (San Diego Comic-Con)[6] ; 20 septembre 2012 (Austin Fantastic Fest) ; 21 septembre 2012 (sortie nationale)
  - Royaume-Uni : 7 septembre 2012
  - France : 16 septembre 2012 (L'Étrange Festival)[7] ; 11 février 2013 (sortie directement en DVD et Blu-ray) ; 4 septembre 2021 (Hallucinations collectives)
  - Inde, Belgique, Québec : 21 septembre 2012[8],[9]
  - Afrique du Sud : 28 septembre 2012
- Classification[10] :
  - Royaume-Uni : interdit aux moins de 18 ans (18 - Suitable only for adults)[11]
  - Afrique du Sud : ne convient pas aux personnes de moins 18 ans (18)
  - Inde : interdit aux moins de 18 ans (contenant des scènes de violence, d'horreur ou de nudité) (A - Adult Only)
  - États-Unis : interdit aux moins de 17 ans (R – Restricted)[Note 1]
  - France : interdit aux moins de 12 ans et déconseillé aux moins de 16 ans lors de sa diffusion télévisée française[réf. souhaitée]
  - Belgique : interdit aux moins de 16 ans (KNT/ENA : Kinderen Niet Toegelaten  / Enfants Non Admis)[9],[12],[Note 2]
  - Québec : 16 ans et plus (violence) (16+ / 16 years and over)[8]

## Distribution
- Karl Urban (VF : Jean-Pierre Michaël, VQ : Jean-François Beaupré) : le juge Dredd
- Olivia Thirlby (VF : Ingrid Donnadieu, VQ : Catherine Bonneau) : Aspirante Cassandra Anderson
- Lena Headey (VF : Rafaèle Moutier, VQ : Anne Bédard) : Madeline Madrigal, dite « Ma-Ma »
- Wood Harris (VF :Thierry Desroses; VQ : Benoît Éthier) : Kay
- Domhnall Gleeson (VF : Benoît DuPac, VQ : Hugolin Chevrette-Landesque) : Travis Synders
- Langley Kirkwood (VF : Patrick Borg ; VQ : Daniel Roy) : le juge Lex
- Warrick Grier (VF : Emmanuel Karsen : VQ : Louis-Philippe Dandenault ) : Caleb
- Francis Chouler : le juge Guthrie
- Edwin Perry : le juge Alvarez
- DeObia Oparei (VF : Frantz Confiac: VQ : Marc-André Bélanger) : paramedic TJ
- Kevon Kane : Mark
- Joe Vaz : Big Joe
- Luke Tyler : Freel

Sources et légende : version française (VF) sur Allodoublage et version québécoise (VQ) sur Doublage Québec

## Judge Dredd

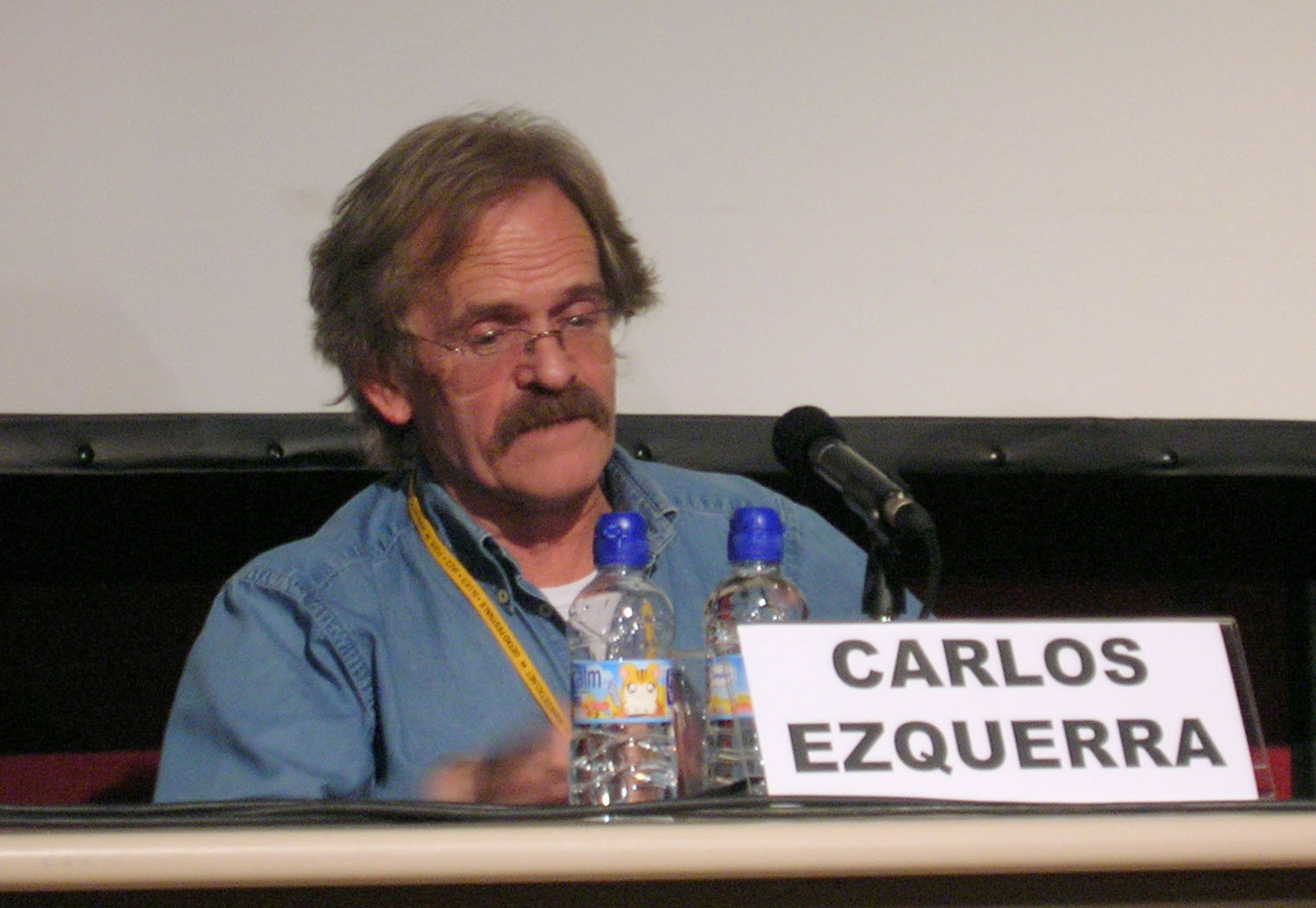
Carlos Ezquerra en 2005

Judge Dredd est un personnage de comics de science-fiction, né de l'imagination du scénariste écossais John Wagner et du dessinateur espagnol Carlos Ezquerra. Il est d'abord apparu pour la première fois dans la revue britannique 2000 AD en 1977, puis dans Judge Dredd Megazine en 1990.

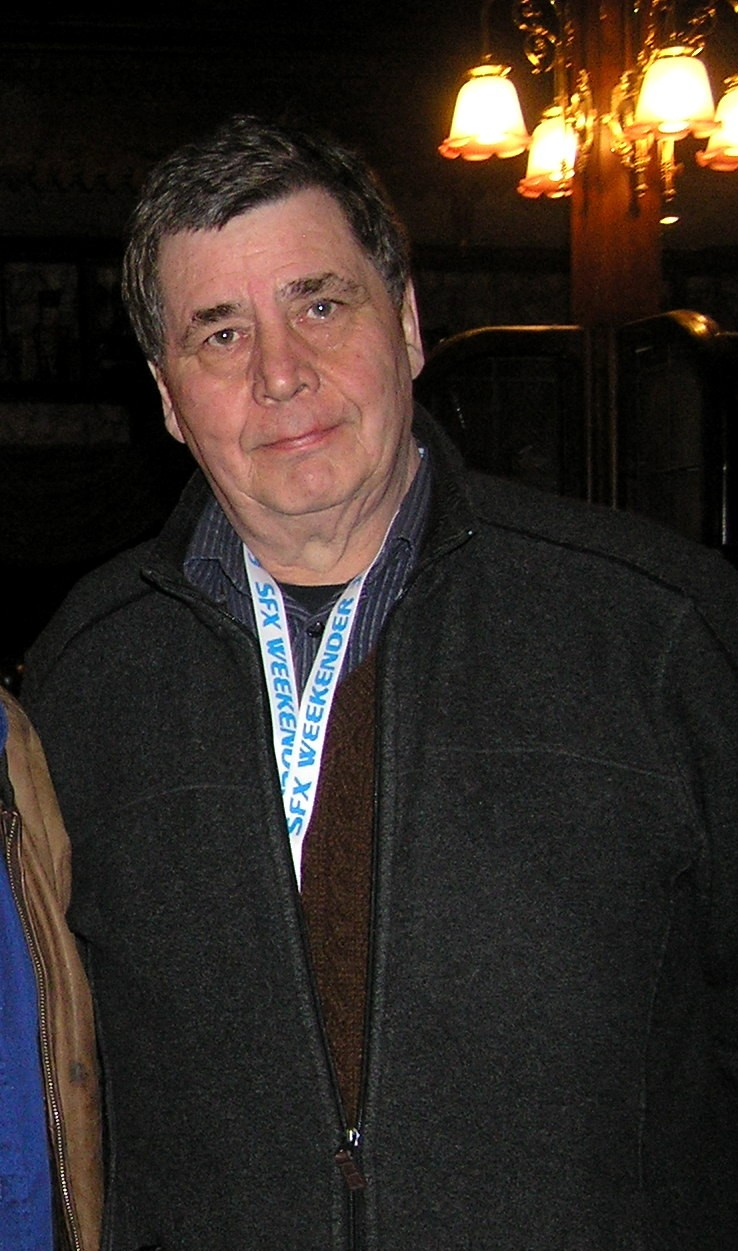
John Wagner en 2012

Il est porté au grand écran sous le même titre, dirigé par  Danny Cannon, en 1995, avec Sylvester Stallone dans le rôle éponyme, Armand Assante en Rico Dredd, Diane Lane en judge Hershey et Max von Sydow en juge suprême.
John Wagner est confiant de la nouvelle version de Pete Travis : « L'histoire se concentre sur Dredd et le monde dans lequel il vit. Il est impossible de traiter tous les aspects du personnage et de sa ville, c'est probablement ce qui a nui à la réussite du premier film : ils ont essayé d'inclure trop d'éléments et se sont retrouvés avec pas grand chose. Le film Dredd reprend plus l'essentiel du travail du juge, la justice instantanée dans une ville violente du futur. »

## Production

### Développement
À la suite de l'annonce en décembre 2008 que le réalisateur Danny Boyle adapterait le comics Judge Dredd au cinéma, la production DNA Films s'organise aux côtés du scénariste Alex Garland.

### Préproduction

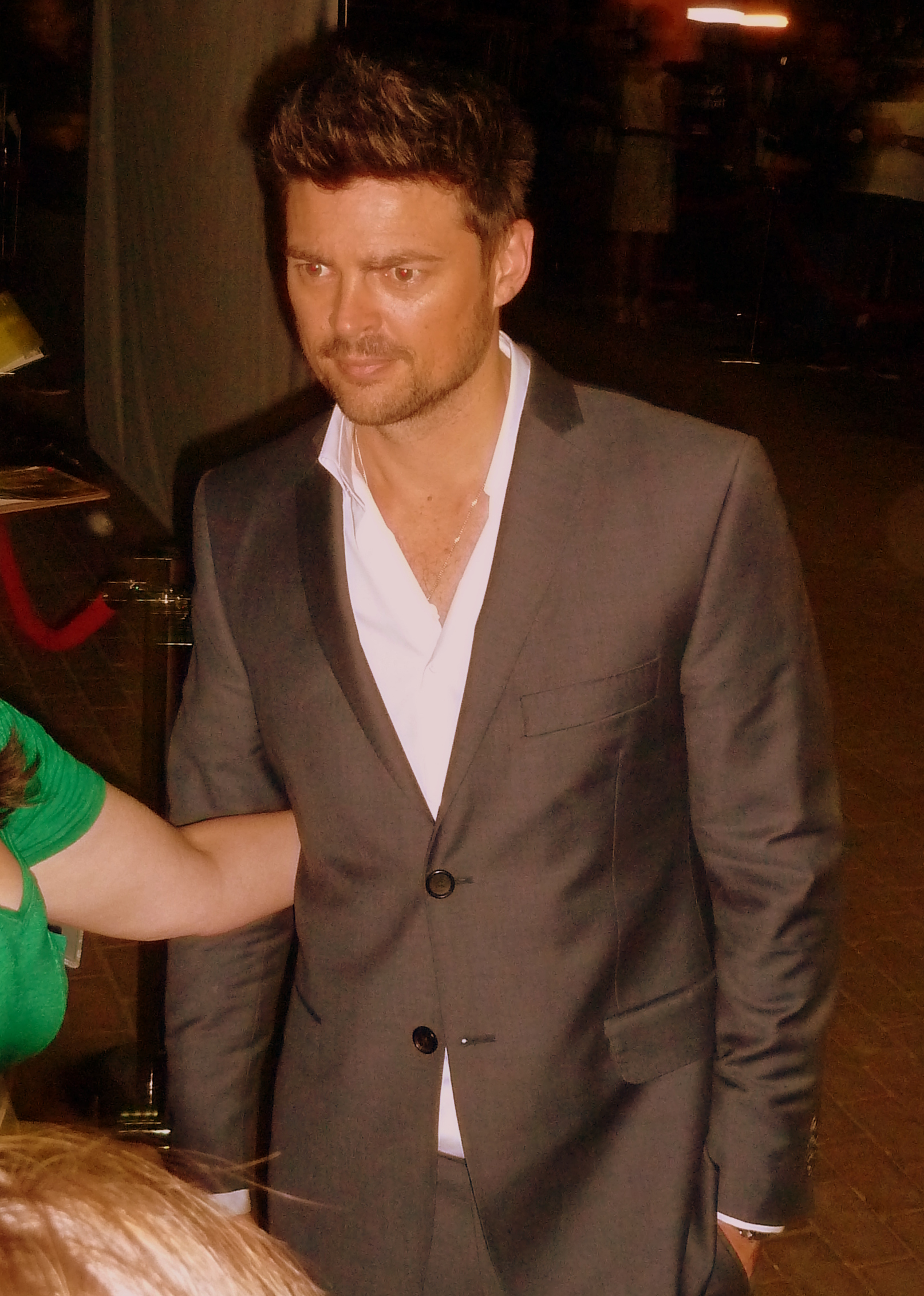
L'acteur Karl Urban, venu défendre le film au TIFF 2012.

Après le refus de Duncan Jones, la production Reliance Entertainment engage alors Pete Travis en mai 2010, avec un financement à hauteur de 45 millions de dollars.
En août 2010, l'acteur néo-zélandais Karl Urban est choisi pour incarner le juge de Mega-City One,.
Révélée par Variety, Olivia Thirlby rejoint Karl Urban pour incarner Cassandra Anderson, une novice ayant un don de télépathie.
La préproduction démarre le 23 août 2010 dans les nouveaux studios de Cape Town Film en Afrique du Sud, dont le film est leur première production, parce que « c'est l'endroit idéal pour la réalisation de ce projet (…) et le coût réduit de l'Afrique du Sud pour s'implanter et le nouveau film de haute technologie nous a fourni la combinaison idéale », explique Andrew Macdonald, producteur-fondateur de DNA Films.

### Tournage et montage
Le tournage commence le 12 novembre 2010 et s'achève en mars 2011, au Cap en Afrique du Sud. La réalisation s'est faite dans les 17 000 mètres carrés aux studios de Cape Town Film.
À la suite de désaccords avec les producteurs, Pete Travis n'a pas été autorisé à participer au montage du film. En 2018, l'acteur Karl Urban révèle que c'est en fait Alex Garland qui aurait réalisé le film, et non Pete Travis,.

### Musique
Le compositeur écossais Paul Leonard-Morgan assure la musique du film.
Le film comprend également des chansons de différents artistes comme Poison Lips de Vitalic, Dubstride de Yann McCullough et Gemma Kicks, Snuffbox de Matt Berry, Pontiac Moon de Robert J. Walsh ainsi que Jubilee (Don't Let Nobody Turn You Around) de Bobby Womack.

## Accueil

### Accueil critique
Le film a reçu des critiques positives. Sur Rotten Tomatoes, le film a une note de 79 %, basé sur 161 commentaires, avec une note moyenne de 6,5⁄10. Le consensus critique du site Web se lit comme suit: "Alimenté par une violence à la bombe et des effets spéciaux impressionnants, enracinés dans une humeur auto-satirique et pince-sans-rire, Dredd 3D fait un travail remarquable pour capturer l'esprit granuleux de ses sources". Sur Metacritic, le film a un score de 60⁄100, basé sur 30 critiques, indiquant des "critiques mitigées ou moyennes". Les sondages de CinemaScore indiquent que la moyenne des cinéphiles a attribué au film un "B" sur une échelle de A + à F.
L'accueil en France est aussi positif, le site AlloCiné lui attribue une moyenne de 3.4⁄5.

### Box-office
| Pays ou région    | Box-office   | Date d'arrêt du box-office | Nombre de semaines |
| ----------------- | ------------ | -------------------------- | ------------------ |
| États-Unis Canada | 13 414 714 $ | -                          | -                  |
| Total mondial     | 41 037 742 $ | -                          | -                  |

## Distinctions
Entre 2012 et 2013, le film Dredd a été sélectionné 18 fois dans diverses catégories et a remporté 2 récompenses,.

### Récompenses
- Bande-annonce d'or 2013 : Bande-annonce d'or du meilleur spot télévisé pour un thriller pour Lionsgate et FishBowl.
- Prix Empire 2013 : Prix Empire du meilleur film en 3D.

### Nominations
- Prix IGN du cinéma d'été (IGN Summer Movie Awards) 2012 : Meilleur film d'adaptation de bande dessinée.
- Prix Schmoes d'or 2012 :
  - Meilleur film de science-fiction de l'année,
  - Film le plus sous-estimé de l'année,
  - Film le plus trippant de l'année,
  - La plus grande surprise de l'année,
  - Personnage le plus cool de l'année pour Judge Dredd.
- Bande-annonce d'or 2013 :
  - Meilleur spot TV de film d'action pour Lionsgate et FishBowl,
  - Meilleurs graphismes dans un spot télévisé pour Lionsgate et Seismic Productions,
  - Meilleur spot TV musical pour Lionsgate et FishBowl,
  - Spot TV le plus original pour Lionsgate et The AV Squad,
  - Meilleure affiche de film d'action pour Lionsgate et Ignition Creative,
  - Affiche la plus originale pour Lionsgate et Ignition Creative.
- Prix Empire 2013 :
  - Meilleur film fantastique ou de science-fiction,
  - Meilleur film britannique.

### Sélections
- L'Étrange Festival 2012[30] :
  - Film de clôture pour Pete Travis,
  - Inédits / avant-premières.